# Agromyza idaeiana
Agromyza idaeiana is een vliegensoort uit de familie van de mineervliegen (Agromyzidae). De wetenschappelijke naam werd gepubliceerd in 1853 door Hardy.

## Waardplanten
De soort voedt zich met de volgende planten uit de rozenfamilie:
- Acaena novae-zelandiae (Stekelnootje)
- Agrimonia eupatoria (Gewone agrimonie)
- Alchemilla acutiloba (Spitslobbige vrouwenmantel)
- Alchemilla xanthochlora (Geelgroene vrouwenmantel)
- Aremonia
- Argentina anserina (Zilverschoon)
- Comarum palustre (Wateraardbei)
- Filipendula ulmaria (Moerasspirea)
- Filipendula vulgaris (Knolspirea)
- Fragaria ×ananassa
- Fragaria moschata (Grote bosaardbei)
- Fragaria vesca (Bosaardbei)
- Fragaria virginiana
- Fragaria viridis (Heuvelaardbei)
- Geum aleppicum
- Geum rivale (Knikkend nagelkruid)
- Geum urbanum (Geel nagelkruid)
- Potentilla alba
- Potentilla aurea
- Potentilla crantzii
- Potentilla erecta (Tormentil)
- Potentilla grandiflora
- Potentilla heptaphylla
- Potentilla indica (Schijnaardbei)
- Potentilla norvegica (Noorse ganzerik)
- Potentilla pensylvanica
- Potentilla recta (Rechte ganzerik)
- Potentilla reptans (Vijfvingerkruid)
- Potentilla tabernaemontani (Voorjaarsganzerik)
- Rosa canina (Hondsroos)
- Rosa micrantha (Kleinbloemige roos)
- Rosa rugosa (Rimpelroos)
- Rubus caesius (Dauwbraam)
- Rubus fruticosus (Gewone braam)
- Rubus hirtus
- Rubus idaeus (Framboos)
- Rubus odoratus (Roodbloeiende framboos)
- Rubus pedunculosus
- Rubus saxatilis (Steenbraam)
- Rubus spectabilis (Prachtframboos)
- Sanguisorba minor (Kleine pimpernel)
- Sanguisorba officinalis (Grote pimpernel)
- Sibbaldia